# Jan Turski (polityk)

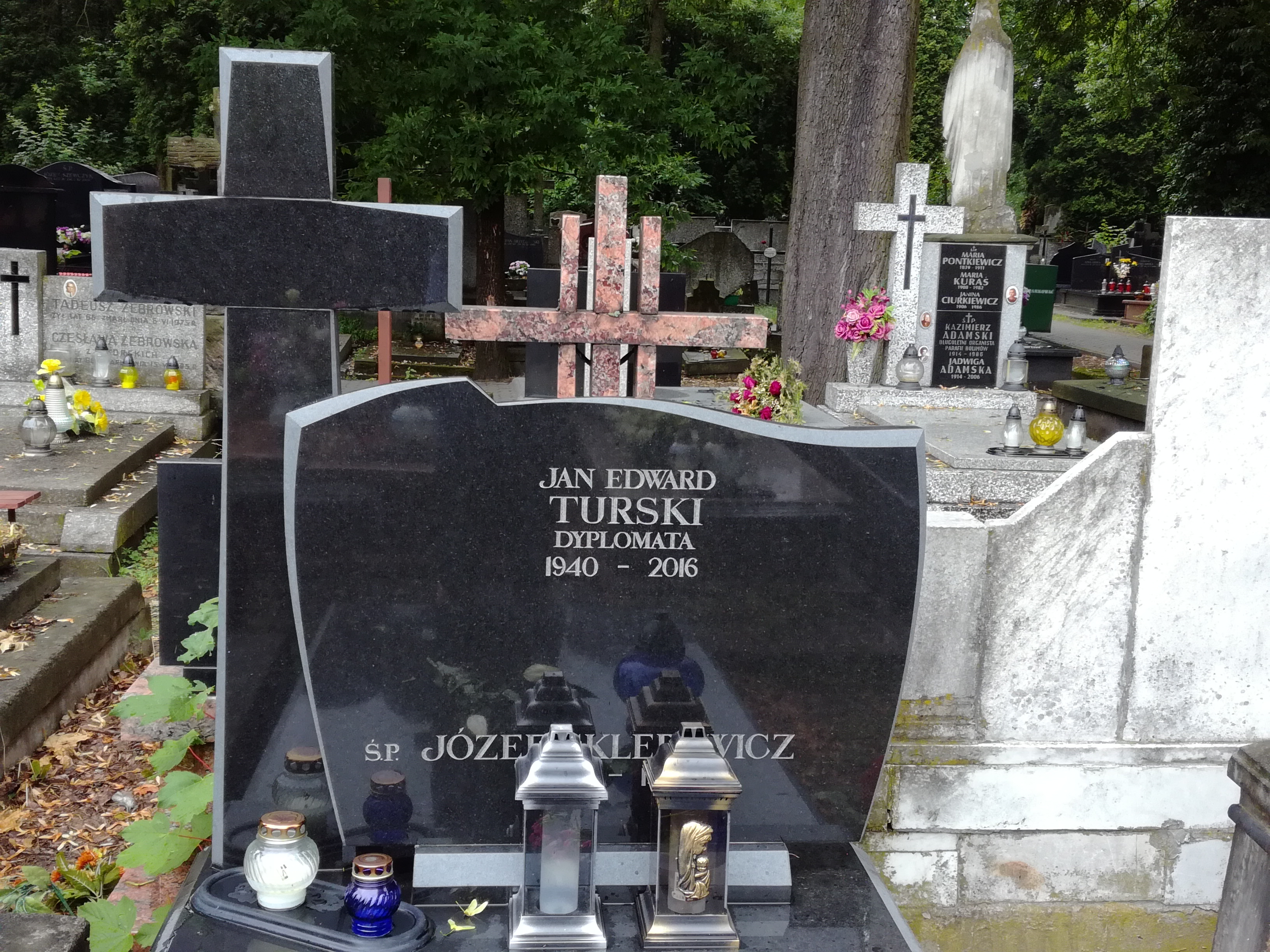
Grób Jana Turskiego na cmentarzu Bródnowskim

Jan Edward Turski (ur. 23 czerwca 1940 w Krzyżanowie, zm. 5 maja 2016 w Warszawie) – polski polityk, dyplomata PRL i III RP, kierownik Urzędu do spraw Kombatantów i Osób Represjonowanych (2001–2006).

## Życiorys
Syn Wincentego i Janiny. Po ukończeniu w 1958 Technikum Mechanicznego w Żychlinie przez rok pracował jako tokarz w Łodzi. W 1964 ukończył studia z zakresu filozofii na Uniwersytecie Warszawskim.
Działalność polityczną rozpoczął od Zrzeszenia Studentów Polskich oraz Związku Młodzieży Socjalistycznej. Przez wiele lat należał do Polskiej Zjednoczonej Partii Robotniczej. Do 1970 był etatowym pracownikiem w zarządzie warszawskim i zarządzie głównym ZMS. Od 1971 pracował jako doradca w Urzędzie Rady Ministrów. Początkowo doradzał w sprawach młodzieży i wychowania wicepremierowi Wincentemu Kraśce, później Józefowi Tejchmie w zakresie współpracy z Polonią. W 1975 przeniósł się do Ministerstwa Spraw Zagranicznych, gdzie został wicedyrektorem departamentu konsularnego nadzorującego m.in. sprawy Polonii i emigracji.
W 1977 powołany został na stanowisko konsula generalnego PRL w Kolonii, gdzie pracował przez cztery lata. W latach 1988–1992 był konsulem generalnym w Sztokholmie, a w latach 1996–2001 kierował wydziałem konsularnym w ambasadzie RP w Berlinie (w randze radcy ministra).
W listopadzie 2001 został kierownikiem Urzędu do spraw Kombatantów i Osób Represjonowanych. W 2004 poparł postulat przywrócenia uprawnień kombatanckich żołnierzom Gwardii Ludowej i Armii Ludowej, co wzbudziło protesty części środowisk byłych żołnierzy podziemia niepodległościowego.
W 2005 z okazji 60. rocznicy forsowania Odry udekorował Wojciecha Jaruzelskiego medalem „Pro Memoria”, ustanowionym przez siebie w tym samym roku. 30 marca 2006 odwołano go z zajmowanej funkcji w administracji państwowej jako osobę odpowiadającą za przesłanie wniosku do prezydenta Lecha Kaczyńskiego o odznaczenie Wojciecha Jaruzelskiego Krzyżem Zesłańców Sybiru. W swoim oświadczeniu Jan Turski przeprosił Sybiraków i samego Wojciecha Jaruzelskiego za to, że ich martyrologia stała się „przedmiotem utarczek politycznych”.
Był członkiem rady Fundacji „Polsko-Niemieckie Pojednanie” oraz Rady Archiwalnej przy Naczelnym Dyrektorze Archiwów Państwowych. W 1992 należał do założycieli Unii Pracy, pełnił funkcję wiceprzewodniczącego rady krajowej tego ugrupowania. W 2005 bez powodzenia kandydował do Sejmu z listy SdPl (jako kandydat UP) w okręgu bydgoskim. W wyborach parlamentarnych dwa lata później również nie uzyskał mandatu, startując z listy LiD.
Został pochowany na cmentarzu Bródnowskim.